# 彼得·帕克 (蜘蛛人驚奇再起系列)
彼得·班傑明·帕克（英語：Peter Benjamin Parker），秘密身份為蜘蛛人（英語：Spider-Man），是馬克·偉柏執導的《蜘蛛人驚奇再起》系列中的虛構角色，改編自史丹·李和史蒂夫·迪特科共同創作的漫威漫畫旗下角色蜘蛛人，由安德魯·加菲爾德飾演。
彼得·帕克首次登場於2012年電影《蜘蛛人：驚奇再起》。雖然《蜘蛛人驚奇再起》系列的評價褒貶不一，但加菲爾德的表現則獲得了廣泛的好評，亦被視為該系列的亮點之一。
2021年，加菲爾德透過穿越多元宇宙的設定於漫威電影宇宙（MCU）系列電影《蜘蛛人：無家日》回歸飾演彼得·帕克／蜘蛛人。片中亦出現另外兩名蜘蛛人，包括前任彼得·帕克／蜘蛛人（由陶比·麥奎爾飾演）和漫威電影宇宙的彼得·帕克／蜘蛛人（由湯姆·霍蘭德飾演）。為了區別，加菲爾德的彼得·帕克在電影中暱稱為「彼得三號」。漫威官方網站列作「驚奇蜘蛛人」；劇本列作「偉柏宇宙彼得」以及「偉柏宇宙蜘蛛人」。

## 角色發展
彼得·帕克／蜘蛛人首次登場於漫畫白銀時代的選集漫畫《神奇幻想》第15期（1962年8月），後來成為漫威漫畫最受歡迎的超級英雄之一，並獲得了自己的漫畫系列《驚奇蜘蛛人》，其後多次被改編成電影和電視動畫。
隨著《蜘蛛人3》於2007年上映後，索尼影業宣佈《蜘蛛人4》將於2011年5月5日上映。然而，2010年1月，導演山姆·雷米退出了該項目，拍攝計劃也因此而取消，同時索尼宣佈將以新的主演們和製作人員重啟《蜘蛛人》系列電影。雷米退出的一周後，索尼宣佈該片將由執導《戀夏500日》的導演馬克·偉柏執導。傑米·貝爾、艾登·艾倫瑞克、法蘭克·迪蘭、安德魯·加菲爾德和喬許·哈契森都是偉柏考慮的人選。2010年7月，確定由加菲爾德飾演主角彼得·帕克／蜘蛛人。
由於《蜘蛛人驚奇再起2：電光之戰》（2014年）的評價不佳，其後續電影以及衍生作品遭取消。2015年2月，索尼與漫威影業達成協議，讓二度重啟的蜘蛛人加入漫威電影宇宙。同年6月，確定由湯姆·霍蘭德飾演彼得·帕克／蜘蛛人。霍蘭德版本的蜘蛛人將率先於《美國隊長3：英雄內戰》（2016年）登場，接著出演個人電影《蜘蛛人：返校日》（2017年）。

## 獎項
| 年份 | 電影                          | 獎項             | 類別                     | 結果 | 來源   |
| ---- | ----------------------------- | ---------------- | ------------------------ | ---- | ------ |
| 2012 | 《蜘蛛人：驚奇再起》          | 青少年票選獎     | 夏季票選獎：電視男演員   | 提名 | [ 14 ] |
| 2013 | 《蜘蛛人：驚奇再起》          | 全美民選獎       | 最受歡迎電影超級英雄     | 提名 | [ 15 ] |
| 2013 | 《蜘蛛人：驚奇再起》          | 全美民選獎       | 最受歡迎銀幕情侶組合     | 提名 | [ 15 ] |
| 2013 | 《蜘蛛人：驚奇再起》          | 兒童票選獎       | 最受歡迎電影男演員       | 提名 | [ 16 ] |
| 2013 | 《蜘蛛人：驚奇再起》          | 兒童票選獎       | 最受歡迎動作男明星       | 提名 | [ 16 ] |
| 2014 | 《蜘蛛人驚奇再起2：電光之戰》 | 青少年票選獎     | 電影票選獎：科幻片男演員 | 提名 | [ 17 ] |
| 2014 | 《蜘蛛人驚奇再起2：電光之戰》 | 青少年票選獎     | 電影票選獎：吻戲         | 提名 | [ 17 ] |
| 2015 | 《蜘蛛人驚奇再起2：電光之戰》 | 兒童票選獎       | 最受歡迎動作男明星       | 提名 | [ 18 ] |
| 2022 | 《蜘蛛人：無家日》            | 評論家選擇超級獎 | 最佳超級英雄電影男演員   | 獲獎 | [ 19 ] |
| 2022 | 《蜘蛛人：無家日》            | MTV影視大獎      | 最佳搭檔                 | 提名 | [ 20 ] |

## 備註
1. 1 2  與艾瑪·史東共同獲提名。
2. ↑  與湯姆·荷蘭德和陶比·麥奎爾共同獲提名。

## 外部連結
- 蜘蛛人 （页面存档备份，存于） 漫威電影宇宙維基百科
- 蜘蛛人 （页面存档备份，存于） Marvel.com